# Аргонавты

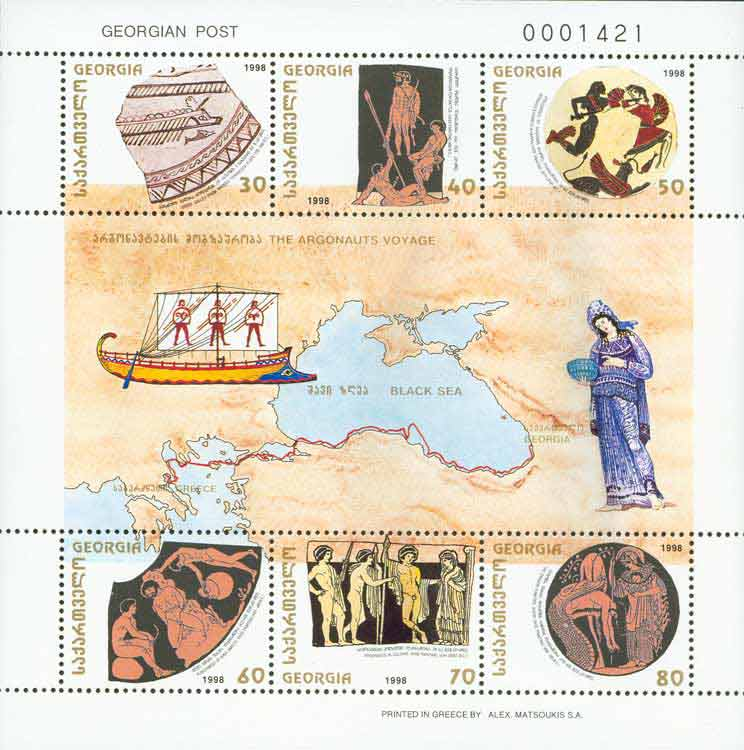
По часовой стрелке: греческая галера из Родоса; Геракл и аргонавты; Бореады освобождают Финея от гарпий; дракон, охраняющий золотое руно, Ясон и Афина; прибытие аргонавтов в Колхиду; Амик, привязанный к скале и аргонавты. В центре — карта Эгейского и Чёрного морей с нанесённым маршрутом плавания аргонавтов, древнегреческий корабль и Медея. Марка Грузии, 1998

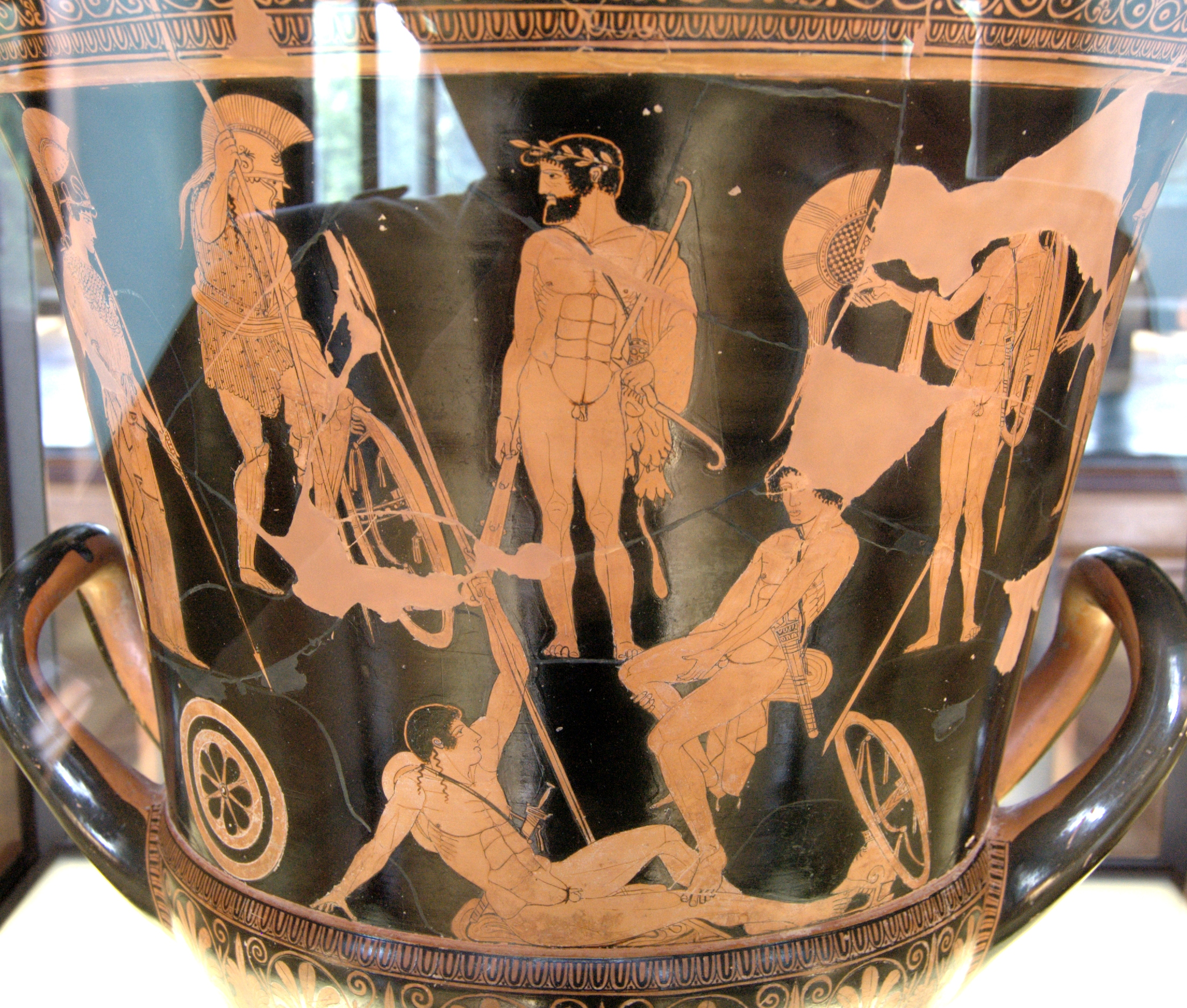
Сбор аргонавтов (?), аттический краснофигурный кратер вазописца Ниобы, 460—450 до н. э.

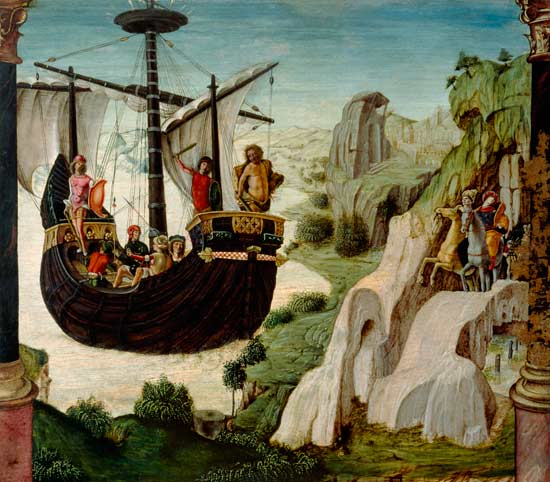
Лоренцо Коста. «Арго», 1490 г.

Аргона́вты (др.-греч. Ἀργοναῦται, от Αργώ — название корабля и ναύτης — мореплаватель) — в древнегреческой мифологии участники похода в Колхиду (побережье Чёрного моря) на корабле «Арго».

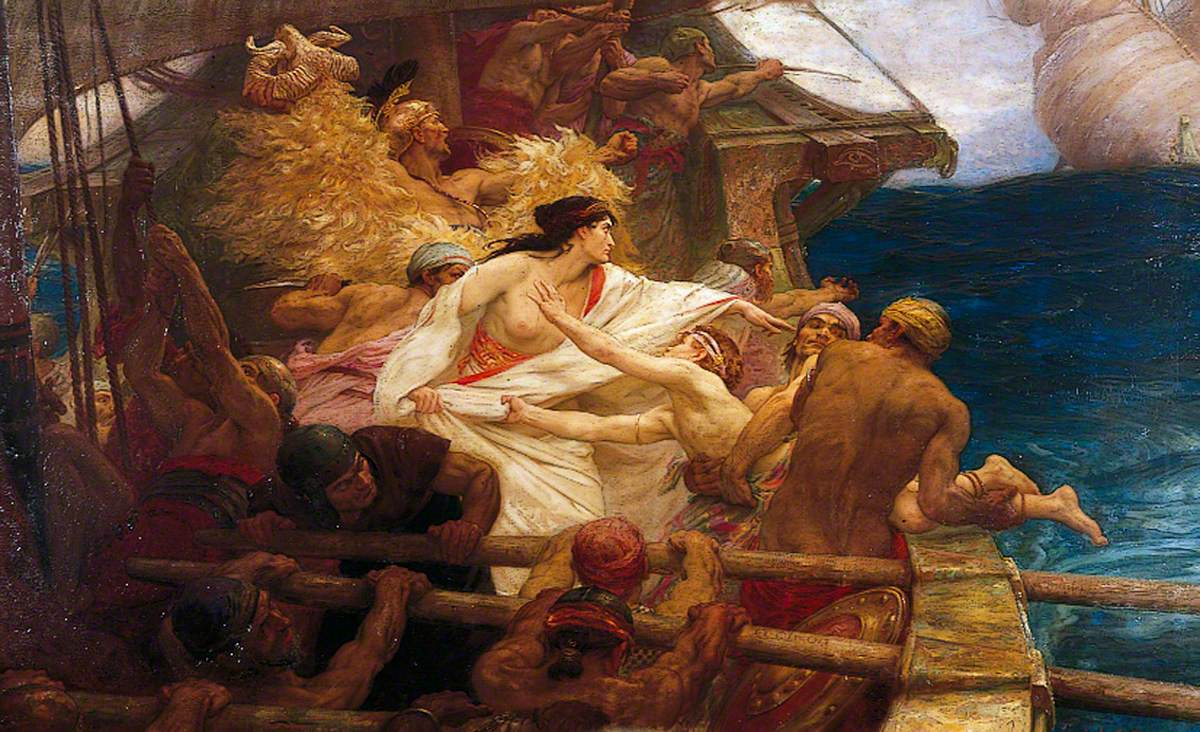
Герберт Джеймс Дрейпер. «Золотое руно», 1904 г.

По сюжету легенды, корабль был построен с помощью Афины, которая вставила в его корпус кусочек священного векового дуба, шелестом листьев передающего волю богов.
Предводимые Ясоном аргонавты, среди которых были близнецы Диоскуры — Кастор и Полидевк (Поллукс), Геракл, Орфей, Пелей, прорицатель Мопс, Еврит, Гилас (любимец Геракла, наядами, пленёнными его красотою, увлечён в пучину во время похода) и Теламон, должны были возвратить в Грецию золотое руно волшебного барана, увезённое в Колхиду.
У Аполлодора приводится перечень 45 аргонавтов. Согласно Диодору, который не дает перечня, всего их было 54. По Феокриту, их было 60, по ряду других авторов, всего 50. Так как списки противоречат друг другу, в различных перечнях встречается более девяноста имён героев.
Пережив множество приключений, аргонавты выполнили поручение и вернули руно в Грецию из Колхиды, при этом завладеть золотым руном Ясону помогла волшебница Медея, дочь колхидского царя Ээта, которую Ясон потом взял в жёны. По Гесиоду, они проплыли по Фасису до океана, затем прибыли в Ливию.

## «Свидетельства» похода
В Ливии был Аргойский залив (позднее названный Гесперидами). По некоторым авторам, они основали храм Геры на Самосе, привезя её статую из Аргоса. Согласно Неанфу из Кизика, аргонавты основали святилище Идейской Матери рядом с Кизиком.
У Пеллены (Ахайя) была пристань Аргонавты. На острове Эфалия (то есть Эльба) была гавань Аргоос, на берегу этого острова остались пёстрые камешки от застывших оскребков масла, которое соскабливали с себя аргонавты.
Хор аргонавтов действовал в трагедиях Эсхила «Арго, или Гребцы» (фрг. 20 Радт), «Лемнияне, или Лемниянки», «Гипсипила» и сатировской драме «Кабиры» (фрг. 95—97 Радт). Отдельные эпизоды похода описал Софокл в пьесах «Лемниянки», «Амик», «Финей», «Тимпанисты», «Колхидянки», «Скифы». Аристофан написал комедию «Женщины с Лемноса».
Историческую основу мифа об аргонавтах составляют грабительские набеги греческих мореплавателей на древние государства черноморского побережья.
Страбон сообщает следующее:

В их стране, как передают, горные потоки приносят золото, и варвары ловят его решетами и косматыми шкурами. Отсюда, говорят, и возник миф о золотом руне.
— Страбон. География. Книга XI, II, 19
В качестве даты совершения «баснословного похода аргонавтов» в Кавказском календаре на 1846 год называется 1250 год до н. э.

## Список аргонавтов
| Герой                         | Аполлоний Родосский, строки | Псевдо-Аполлодор, номер в списке | Валерий Флакк, первая строка | Гигин, номер в списке | Другие источники                |
| ----------------------------- | --------------------------- | -------------------------------- | ---------------------------- | --------------------- | ------------------------------- |
| Авгий (сын Гелиоса)           | 170—173                     | № 35                             | —                            | № 41                  | —                               |
| Автолик (сын Гермеса)         | —                           | № 19                             | —                            | —                     | —                               |
| Адмет (сын Ферета)            | 48—49                       | № 23                             | 444                          | № 06                  | Павсаний, Пиндар, Софокл        |
| Акаст (сын Пелия)             | 222—223                     | № 24                             | 485                          | № 67                  | —                               |
| Актор (сын Гиппаса)           | —                           | № 22                             | —                            | № 57                  | —                               |
| Амифаон (сын Крефея)          | —                           | —                                | —                            | —                     | Пиндар                          |
| Амфиарай (сын Экла)           | —                           | № 14                             | —                            | № 61                  | Стесихор                        |
| Амфидамант (сын Алея)         | 160—161                     | —                                | 376                          | № 38                  | —                               |
| Амфион (сын Гиперасия) (см.)  | 170—173                     | —                                | 367                          | № 43                  | —                               |
| Анкей (сын Ликурга)           | 162—169                     | № 27                             | 413                          | № 40                  | Павсаний, Стаций                |
| Анкей (сын Посейдона)         | 185—187                     | —                                | —                            | № 45                  | —                               |
| Арг (сын Арестора)            | 110—113                     | —                                | 477                          | № 27                  | —                               |
| Арг (сын Фрикса) (см.)        | —                           | № 37                             | —                            | —                     | Павсаний                        |
| Арий (сын Бианта) (см.)       | 117—119                     | —                                | —                            | —                     | —                               |
| Аскалаф (сын Ареса)           | —                           | № 42                             | —                            | —                     | —                               |
| Асклепий (сын Аполлона)       | —                           | —                                | —                            | № 60                  | Клим. Алекс., Софокл            |
| Астерий (сын Гиперасия) (см.) | 174—176                     | —                                | —                            | № 43                  | —                               |
| Астерий (сын Комета)          | 35—39                       | № 44                             | 355                          | № 03                  | Павсаний                        |
| Аталанта (дочь Иаса)          | —                           | № 20                             | —                            | —                     | —                               |
| Беллерофонт (сын Посейдона)   | —                           | —                                | —                            | —                     | Игры по Пелию                   |
| Бут (сын Телеонта)            | 94—95                       | № 30                             | 394                          | № 24                  | —                               |
| Геракл (сын Зевса)            | 121—129                     | № 10                             | 354                          | № 29                  | Гесиод, Павсаний, Игры по Пелию |
| Гилас (сын Феодаманта)        | 130—131                     | есть                             | есть                         | № 30                  | —                               |
| Гиппалким (сын Пелопа)        | —                           | —                                | —                            | № 59                  | —                               |
| Главк (сын Сисифа)            | —                           | —                                | —                            | —                     | Игры по Пелию                   |
| Девкалион (сын Миноса)        | —                           | —                                | 365                          | № 64                  | —                               |
| Евриал (сын Мекистея)         | —                           | № 38                             | —                            | —                     | —                               |
| Евридамант (сын Ктимена)      | 66—67                       | —                                | —                            | № 12                  | —                               |
| Евримедонт (сын Диониса)      | —                           | —                                | —                            | № 55                  | —                               |
| Еврит (сын Гермеса)           | 50—51                       | № 25                             | 438                          | № 07                  | Пиндар; Игры по Пелию           |
| Евритион (сын Ира)            | 73                          | —                                | 378                          | № 17                  | —                               |
| Евфем (сын Посейдона)         | 177—182                     | № 28                             | 363                          | № 44                  | Пиндар, Павсаний                |
| Зет (сын Борея)               | 209—221                     | № 04                             | 468                          | № 51                  | Акусилай, Игры по Пелию         |
| Иалмен (сын Ареса)            | —                           | № 43                             | —                            | —                     | —                               |
| Идас (сын Афарея)             | 150—151                     | № 12                             | 460                          | № 36                  | —                               |
| Идмон (сын Аполлона)          | 138—144                     | есть                             | 361                          | № 32                  | —                               |
| Иолай (сын Ификла)            | —                           | —                                | —                            | № 63                  | Павсаний, Игры по Пелию         |
| Ификл (сын Амфитриона)        | —                           | —                                | —                            | —                     | Диодор                          |
| Ификл (сын Фестия)            | 197—199                     | № 36                             | 369                          | № 49                  | —                               |
| Ификл (сын Филака)            | 44—47                       | —                                | 473                          | № 05                  | Павсаний                        |
| Ифис                          | —                           | —                                | 441                          | —                     | —                               |
| Ифит (сын Еврита)             | 85—86                       | —                                | —                            | № 21                  | —                               |
| Ифит (сын Навбола)            | 205—208                     | № 41                             | 362                          | № 50                  | Диодор                          |
| Калаид (сын Борея)            | 209—221                     | № 05                             | 469                          | № 52                  | Акусилай, Игры по Пелию         |
| Канф (сын Канифа)             | 76—82                       | —                                | 450                          | № 18                  | —                               |
| Кастор (сын Тиндарея)         | 145—149                     | № 06                             | 424                          | № 33                  | Игры по Пелию                   |
| Кеней (сын Корона)            | —                           | № 15                             | —                            | № 66                  | —                               |
| Кефал (сын Деиона)            | —                           | —                                | —                            | —                     | Игры по Пелию                   |
| Кефей (сын Алея)              | 160—161                     | № 17                             | 374                          | № 39                  | —                               |
| Кикн (сын Ареса)              | —                           | —                                | —                            | —                     | Игры по Пелию                   |
| Киос                          | —                           | —                                | —                            | —                     | Страбон                         |
| Климен (сын Фестия) (см.)     | —                           | —                                | 369                          | —                     | Диодор                          |
| Клитий (сын Еврита)           | 85—86                       | —                                | —                            | № 20                  | —                               |
| Корон (сын Кенея)             | 60—63                       | —                                | —                            | № 10                  | Софокл                          |
| Лаодик (сын Бианта)           | 117—119                     | —                                | 359                          | —                     | —                               |
| Лаокоонт (сын Порфаона) (см.) | 190—193                     | —                                | —                            | № 48                  | Нонн                            |
| Лаэрт (сын Аркесия)           | —                           | № 18                             | —                            | —                     | —                               |
| Леит (сын Алектора)           | —                           | № 40                             | —                            | —                     | —                               |
| Линкей (сын Афарея)           | 150—154                     | № 13                             | 461                          | № 35                  | —                               |
| Меланион                      | —                           | —                                | —                            | —                     | Павсаний                        |
| Мелеагр (сын Ойнея)           | 188—189                     | № 26                             | 433                          | № 47                  | Стесихор, Игры по Пелию, Нонн   |
| Менетий (сын Актора)          | 68—69                       | № 21                             | 407                          | № 15                  | —                               |
| Мопс (сын Ампика)             | 64—65                       | —                                | 383                          | № 11                  | Пиндар, Павсаний                |
| Навплий (сын Клитония)        | 133                         | —                                | 370                          | —                     | —                               |
| Навплий (сын Посейдона)       | —                           | —                                | —                            | № 31                  | —                               |
| Нелей (сын Посейдона)         | —                           | —                                | —                            | № 62                  | —                               |
| Неофей                        | —                           | —                                | —                            | —                     | Павсаний                        |
| Нестор (сын Нелея)            | —                           | —                                | 380                          | —                     | —                               |
| Оилей (сын Леодака)           | 74—75                       | —                                | 372                          | № 19                  | —                               |
| Орфей (сын Эагра)             | 24—34                       | № 03                             | 470                          | № 02                  | —                               |
| Палемоний (сын Гефеста)       | 200—204                     | № 16                             | —                            | № 56                  | —                               |
| Пеант (сын Тавмака)           | —                           | № 29                             | —                            | —                     | —                               |
| Пелей (сын Эака)              | 85—86                       | № 09                             | 403                          | № 22                  | Павсаний, Игры по Пелию         |
| Пенелей (сын Гиппалкима)      | —                           | № 39                             | —                            | —                     | —                               |
| Периклимен (сын Нелея)        | 155—159                     | № 34                             | 388                          | № 37                  | Пиндар                          |
| Пил (сын Диодота)             | —                           | —                                | —                            | —                     | Игры по Пелию                   |
| Пирифой (сын Иксиона)         | не был                      | —                                | —                            | № 13                  | —                               |
| Пис (сын Периера)             | —                           | —                                | —                            | —                     | Павсаний                        |
| Полидевк (сын Зевса)          | 145—149                     | № 07                             | есть                         | № 34                  | Павсаний, Игры по Пелию         |
| Полифем (сын Элата)           | 40—43                       | № 45                             | 457                          | № 04                  | —                               |
| Приас (сын Кенея)             | —                           | —                                | —                            | № 54                  | —                               |
| Стафил (сын Диониса)          | —                           | № 32                             | —                            | —                     | —                               |
| Талай (сын Бианта)            | 117—119                     | —                                | 358                          | —                     | Стаций                          |
| Теламон (сын Эака)            | 85—86                       | № 08                             | 353                          | № 23                  | Игры по Пелию                   |
| Тесей (сын Эгея)              | не был                      | № 11                             | —                            | № 14                  | —                               |
| Тидей (сын Ойнея)             | —                           | —                                | 387                          | —                     | —                               |
| Тифис (сын Гагния)            | 104—109                     | № 02                             | 417                          | № 26                  | Стаций                          |
| Фалер (сын Алкона)            | 96—99                       | —                                | 398                          | № 25                  | Павсаний                        |
| Фан (сын Диониса)             | —                           | № 31                             | —                            | —                     | —                               |
| Ферет (сын Крефея)            | —                           | —                                | —                            | —                     | Пиндар                          |
| Филоктет (сын Пеанта)         | —                           | —                                | 391                          | № 65                  | —                               |
| Флиант (сын Диониса)          | 114—116                     | —                                | 411                          | № 28                  | —                               |
| Фок (сын Кенея)               | —                           | —                                | —                            | № 53                  | —                               |
| Эргин (сын Посейдона)         | 183—184                     | № 33                             | 414                          | № 46                  | Пиндар                          |
| Эрибот (сын Телеонта)         | 72                          | —                                | 402                          | № 16                  | Павсаний                        |
| Эфалид (сын Гермеса)          | 52—54                       | —                                | 437                          | № 09                  | —                               |
| Эхион (сын Гермеса)           | 50—51                       | —                                | 439                          | № 08                  | Пиндар                          |
| Ясон (сын Эсона)              | 9—18                        | № 01                             | есть                         | № 01                  | Павсаний                        |

Итого 99 имён.
- У Аполлодора в списке 45 (нет Гиласа и Идмона, упомянутых после); 31 из них совпадает с Аполлонием, 16 устранены последним. Список Аполлодора имеет массу отличий от Аполлония. Если у Аполлония есть 4 пары тёзок, то у Аполлодора ни одной, что говорит о более архаическом характере списка. Кроме того, уникальные имена у Аполлодора близки к гомеровской традиции. Более того, ясно, что Гигин списком Аполлодора не пользовался.
- У Аполлония — 55 (из них лишь в каталоге — 21 имя).
- У Валерия — 51 имя.
- У Гигина — 67 (компиляция, не имеющая физического смысла). 2 имени есть лишь у Диодора. Гигин, конспектируя Аполлония, по ошибке упоминает Тесея и Пирифоя.
- Плутарх упоминает вместе с Автоликом ещё Флогия и Деилеонта[13].
- Во всех четырёх основных списках совпадает 29 имён.
- Биография Тесея обычно включает встречу с Медеей во время его первого визита в Афины, но через много лет после похода аргонавтов, что несовместимо с его наличием в списке. Видимо, поэтому в книге Веры Смирновой «Герои Эллады» вместо Тесея среди аргонавтов указан его «официальный» отец Эгей (фактический отец — Посейдон).